# Böckum (Erwitte)
Böckum ist ein Ortsteil der Stadt Erwitte im Kreis Soest in Nordrhein-Westfalen. Bis 1974 war Böckum eine Gemeinde im damaligen Kreis Lippstadt.

## Geographie
Böckum liegt im Nordwesten der Stadt Erwitte nahe der Bahnstrecke Hamm–Warburg. Der Ort setzt sich aus zwei kleineren, in sich abgeschlossenen Siedlungsbereichen zusammen. Im nördlichen Teil liegt die St.-Stephanus-Kapelle sowie ein dreieckiger Platz, der von Wohnhäusern umgeben ist. Der südliche, etwa 300 Meter entfernte Ortsteil ist landwirtschaftlich geprägt.

## Geschichte
Die erste urkundliche Erwähnung von Böckum stammt aus dem Jahr 1242. Seit dem 19. Jahrhundert war Böckum eine Landgemeinde im Amt Anröchte des Kreises Lippstadt. Am 1. Januar 1975 wurde Böckum durch das Münster/Hamm-Gesetz in die Stadt Erwitte eingegliedert, die dem vergrößerten Kreis Soest zugeordnet wurde.

## Ortsvorsteher
Ulrich du Mont (CDU)

## Einwohnerentwicklung

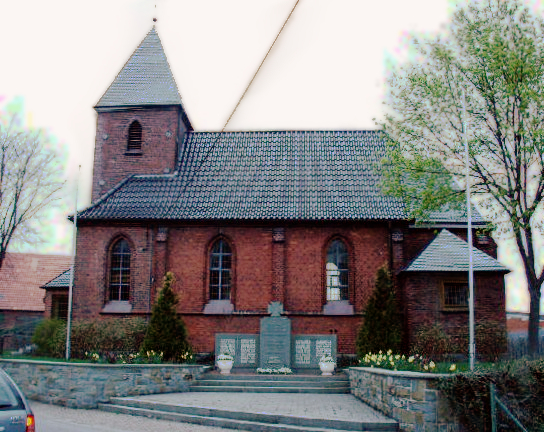
Die St.-Stephanus-Kapelle

| Jahr | Einwohner | Quelle |
| ---- | --------- | ------ |
| 1871 | 190       | [ 4 ]  |
| 1885 | 182       | [ 5 ]  |
| 1910 | 229       | [ 6 ]  |
| 1939 | 210       | [ 7 ]  |
| 2019 | 245       | [ 8 ]  |

## Baudenkmäler
Die St.-Stephanus-Kapelle sowie das Fachwerkbauernhaus Am Bahndamm 18 stehen in Böckum unter Denkmalschutz.

## Kultur
Ein Träger des lokalen Brauchtums ist der Schützenverein Böckum-Norddorf.